# La Dorée
La Dorée és un municipi francès situat al departament de Mayenne i a la regió de País del Loira. L'any 2007 tenia 330 habitants.

## Demografia

### Població
El 2007 la població de fet de La Dorée era de 330 persones. Hi havia 140 famílies de les quals 32 eren unipersonals (12 homes vivint sols i 20 dones vivint soles), 64 parelles sense fills, 36 parelles amb fills i 8 famílies monoparentals amb fills.
La població ha evolucionat segons el següent gràfic:
Habitants censats

### Habitatges
El 2007 hi havia 210 habitatges, 143 eren l'habitatge principal de la família, 40 eren segones residències i 26 estaven desocupats. 207 eren cases i 2 eren apartaments. Dels 143 habitatges principals, 111 estaven ocupats pels seus propietaris i 32 estaven llogats i ocupats pels llogaters; 11 tenien dues cambres, 15 en tenien tres, 50 en tenien quatre i 67 en tenien cinc o més. 128 habitatges disposaven pel capbaix d'una plaça de pàrquing. A 81 habitatges hi havia un automòbil i a 50 n'hi havia dos o més.

### Piràmide de població
La piràmide de població per edats i sexe el 2009 era:
| Homes | Edats   | Dones |
| ----- | ------- | ----- |
| 0     | 95 o +  | 0     |
| 4     | 90 a 94 | 0     |
| 8     | 85 a 89 | 4     |
| 4     | 80 a 84 | 4     |
| 8     | 75 a 79 | 12    |
| 12    | 70 a 74 | 8     |
| 24    | 65 a 69 | 20    |
| 12    | 60 a 64 | 20    |
| 16    | 55 a 59 | 16    |
| 16    | 50 a 54 | 8     |
| 12    | 45 a 49 | 16    |
| 8     | 40 a 44 | 8     |
| 4     | 35 a 39 | 12    |
| 16    | 30 a 34 | 8     |
| 12    | 25 a 29 | 8     |
| 12    | 20 a 24 | 12    |
| 12    | 15 a 19 | 12    |
| 8     | 10 a 14 | 8     |
| 4     | 5 a 9   | 12    |
| 4     | 0 a 4   | 12    |

## Economia
El 2007 la població en edat de treballar era de 181 persones, 127 eren actives i 54 eren inactives. De les 127 persones actives 122 estaven ocupades (66 homes i 56 dones) i 5 estaven aturades (3 homes i 2 dones). De les 54 persones inactives 24 estaven jubilades, 20 estaven estudiant i 10 estaven classificades com a «altres inactius».

### Ingressos
El 2009 a La Dorée hi havia 145 unitats fiscals que integraven 321,5 persones, la mediana anual d'ingressos fiscals per persona era de 13.263 €.

### Activitats econòmiques
Dels 6 establiments que hi havia el 2007, 1 era d'una empresa extractiva, 1 d'una empresa de construcció, 1 d'una empresa de comerç i reparació d'automòbils i 3 d'empreses de serveis.
L'únic servei als particulars que hi havia el 2009 era un paleta.
L'any 2000 a La Dorée hi havia 55 explotacions agrícoles que ocupaven un total de 1.406 hectàrees.

## Poblacions més properes
El següent diagrama mostra les poblacions més properes.